# Igłata
Igłata (bułg. Иглата) – szczyt pasma górskiego Riła, w Bułgarii, o wysokości 2575 m n.p.m.